# Helena Ułasiewicz
Helena Ułasiewicz (także: Jelena Ułasiewicz, biał. Алена Уласевіч, Alena Ułasiewicz; ros. Елена Генриховна Уласевич, Jelena Gienrichowna Ułasiewicz; ur. 1956) – białoruska kołchoźnica i działaczka polityczna polskiego pochodzenia związana z Iwiem, deputowana ludowa ZSRR (1989–1991).

## Życiorys
Była dojarką kołchozu im. XXII zjazdu partyjnego KPZR w Iwiu (obecnie: SPK im. Bauma), a także kierownikiem zakładu przeróbki produktów rolnych kołchozu im. Włodzimierza Lenina w rejonie iwiejskim. Uzyskała wykształcenie wyższe niepełne. Była członkiem KPZR. W marcu 1989 została wybrana deputowanym Rady Najwyższej ZSRR w wyborczym okręgu terytorialnym nr 561 w Oszmianie. Działała na rzecz odradzającej się społeczności polskiej na Białorusi.